# Pozondón

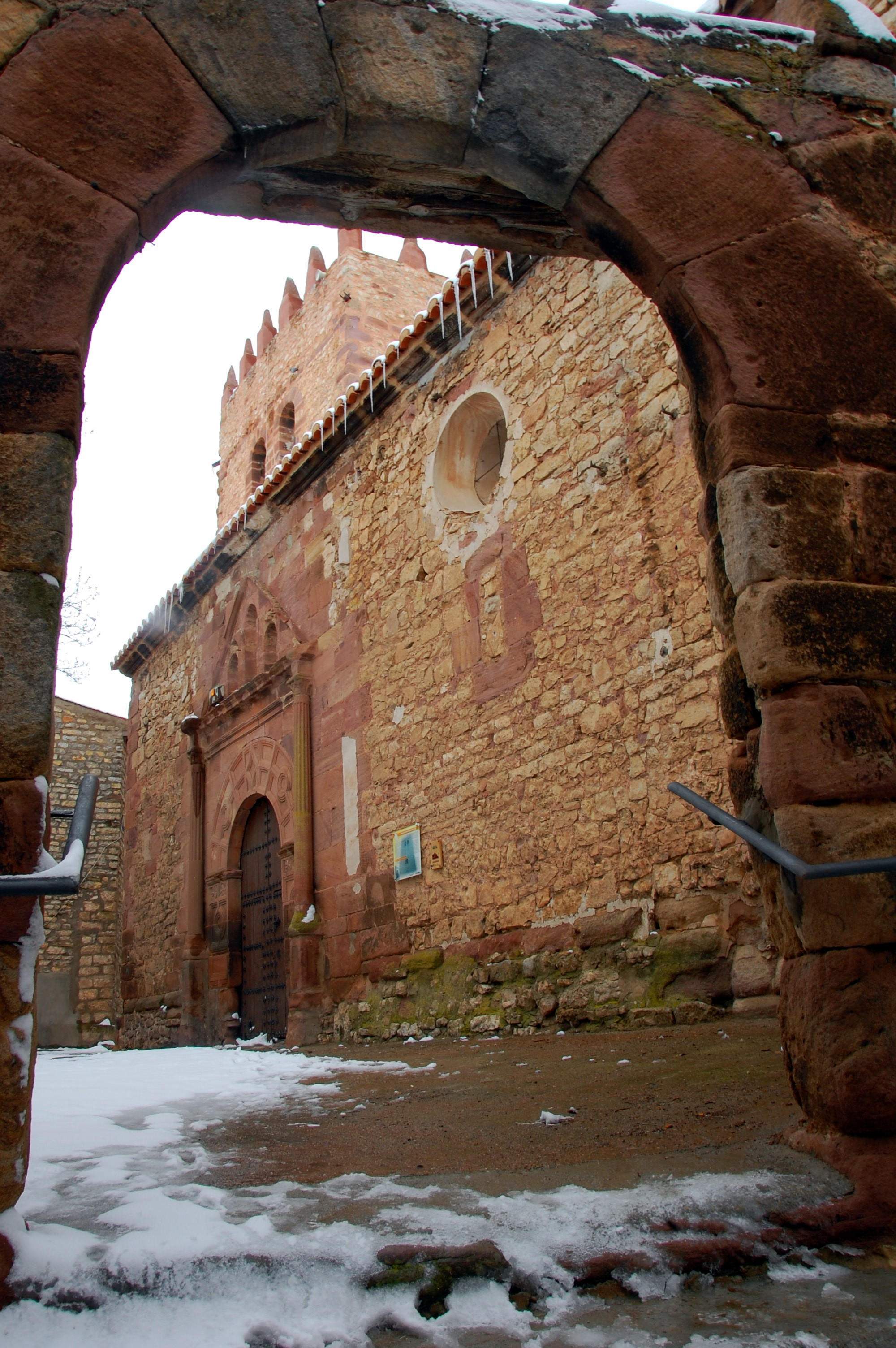
De romaanse Sint-Kathelijnekerk van Pozondón

Pozondón is een gemeente in de Spaanse provincie Teruel in de regio Aragón met een oppervlakte van 67,64 km². Pozondón telt 60 inwoners (1 januari 2016).

## Demografische ontwikkeling
Bron: INE, 1857-2011: volkstellingen